# Bahía Negra
Bahía Negra este un oraș din departamentul Alto Paraguai, Paraguay.